# Mihkel Räim
Mihkel Räim (Kuressaare, Comtat de Saare, 3 de juliol de 1993) és un ciclista professional estonià. Des del 2021 corre a l'equip Burgos-BH. Del seu palmarès destaca el Campió nacional en ruta de 2016, 2018, 2021 i 2022, i la Volta a Hongria del 2016.

## Palmarès
- 2010
  - 1r al Tour de la regió de Łódź i vencedor de 3 etapes
- 2011
  - Medalla d'or als Jocs Insulars a la prova en ruta
- 2013
  - Vencedor d'una etapa al Baltic Chain Tour
- 2014
  - Vencedor d'una etapa al Tour del Pays Roannais
- 2015
  - Medalla d'or als Jocs Insulars a la prova en ruta
  - Vencedor de 2 etapes al Gran Premi Chantal Biya
- 2016
  -  Campió d'Estònia en ruta
  - 1r a la Volta a Hongria i vencedor d'una etapa
  - 1r a la Stadsprijs Geraardsbergen
  - Vencedor de 2 etapes al Tour de Beauce
- 2017
  - Vencedor d'una etapa al Tour de l'Azerbaidjan
  - Vencedor d'una etapa a la Volta a Eslovàquia
  - Vencedor d'una etapa a la Colorado Classic
- 2018
  -  Campió d'Estònia en ruta
  - 1r a la Great War Remembrance Race
  - Vencedor d'una etapa a la Volta a Castella i Lleó
  - Vencedor d'una etapa a la Volta al Japó
  - Vencedor d'una etapa al Tour de Corea
- 2019
  - 1r a la Volta a Estònia i vencedor d'una etapa
  - Vencedor d'una etapa a la Volta a Romania
- 2020
  - Vencedor d'una etapa al Tour d'Antalya
- 2021
  -  Campió d'Estònia en ruta
  - 1r a la Belgrad-Banja Luka i vencedor d'una etapa
  - Vencedor d'una etapa a l'Istrian Spring Trophy
  - Vencedor d'una etapa a la Volta a Bulgària
- 2022
  -  Campió d'Estònia en ruta

### Resultats a la Volta a Espanya
- 2020. 139è de la classificació general